# Ottosson
Ottosson ist ein patronymisch gebildeter schwedischer Familienname mit der Bedeutung „Sohn des Otto“.

## Bekannte Namensträger
- Anna Ottosson (* 1976), schwedische Skirennläuferin
- Jan Ottosson (* 1960), schwedischer Skilangläufer
- Kristofer Ottosson (* 1976), schwedischer Eishockeyspieler
- Markus Ottosson (* 1986), schwedischer Skilangläufer
- Paul Ottosson (* 1966), schwedischer Tontechniker
- Rasmus Ottosson (* 1991), schwedischer Skeletonpilot
- Ulf Ottosson (* 1968), schwedischer Fußballspieler